# Кароліна Брауншвейзька
Кароліна Брауншвейзька (англ. Caroline of Brunswick; 17 травня 1768 — 7 серпня 1821) — королева Великої Британії, дружина Георга IV, з якою він безуспішно намагався розлучитися при вступі на престол у 1820 році. Будучи кузенами, вони взяли шлюб у 1795 році, але після народження принцеси Шарлотти Августи розійшлися. У липні 1820 року уряд прийняв закон про розірвання шлюбу, але чудовий захист лорда Броутхема скасував білль. 19 липня 1821 року Кароліні королівським указом було заборонено входити у Вестмінстерське абатство на коронацію. Вона вмерла 7 серпня, і її похорон стали приводом народних заворушень.